# 볼티모어 밴디츠
| 볼티모어 밴디츠 | |
| 콘퍼런스        | 남부 콘퍼런스 (1995년~1997년)                                                                          |
| 디비전          | 사우스 디비전 (1995년~1996년) 미드-애틀랜틱 디비전 (1996년~1997년)                                     |
| 설립연도        | 1995년                                                                                                 |
| 해체연도        | 1997년                                                                                                 |
| 역사            | 볼티모어 밴디츠 (1995년~1997년) 신시내티 마이티 덕스 (1997년~2005년) 록퍼드 아이스호그스 (2007년~현재) |
| 경기장          | 볼티모어 아레나                                                                                        |
| 연고지          | 메릴랜드주 볼티모어                                                                                    |
| 상징색          | 남색, 하양                                                                                             |
| 구단주          | |
| 단장            | |
| 감독            | |
| NHL 제휴        | |
| ECHL 제휴       | |
| 정규시즌 우승   | |
| 콘퍼런스 우승   | |
| 디비전 우승     | |
| 칼더 컵         | |
| 영구 결번       | |

볼티모어 밴디츠(Baltimore Bandits)는 미국 메릴랜드주 볼티모어를 연고지로 하는 1995년부터 1997년까지 AHL 소속되었던 아이스 하키팀이다.
1997년 연고지를 오하이오주 신시내티 (신시내티 마이티 덕스)로 이전했다.

## 역대 홈경기장
| 볼티모어 밴디츠 |               |          |                     |      |
| 경기장          | 사용기간      | 수용인원 | 장소                | 비고 |
| 볼티모어 아레나 | 1995년~1997년 | 14,000명 | 메릴랜드주 볼티모어 | 빈칸 |